# تئون سنیور (دهانه)
تئون سنیور یک دهانه برخوردی در ماه‌ است.